# Districte de Barceloneta de Provença
El Districte de Barceloneta de Provença és un districte francès del departament dels Alps de l'Alta Provença, a la regió de Provença-Alps-Costa Blava. Té 2 cantons i 16 municipis, cosa que el converteix en el districte més petit de tot França. El cap del districte és la sotsprefectura de Barceloneta de Provença.

## Cantons
- cantó de Barceloneta de Provença
- cantó de Lo Lauset